# Нана Мчедлідзе
Нана Мчедлідзе (груз. ნანა მჭედლიძე; *20 березня 1926, Хоні, Грузинська РСР, СССР — †28 березня 2016, Тбілісі, Грузія) — грузинська акторка, кінорежисерка і сценаристка.

## Біографія
Закінчила акторський (1950) і режисерський (1957) факультети Тбіліського театрального інституту імені Шота Руставелі.
У 1950-1954 — акторка Тбіліського театру імені Шота Руставелі, з 1957 — режисер кіностудії «Грузія-фільм».

## Фільмографія

### Акторка
- 1980 — «Імеретинські ескізи» — бабуся Маріам
- 1985 — «Господа авантюристи»
- 1986 — «Давай поговоримо»
- 1986 — «Чегемський детектив» — бабуся

### Режисер-постановник
- 1960 — «Швидкий поїзд»
- 1963 — «Зліт»
- 1964 — «В дорозі» (новела в кіноальманаху «Літні розповіді»)
- 1967 — «Хтось спізнюється на автобус» (новела в кіноальманаху «Повернення посмішки»)
- 1969 — «Бабусі і внучата»
- 1971 — «Гела»
- 1975 — «Перша ластівка»
- 1976 — «Справжній тбілісець й інші»
- 1980 — «Імеретинські ескізи»
- 1985 — «Біла троянда безсмертя»
- 1987 — «Пляжний розбійник»
- 1988 — «Злочин відбувся»

### Сценаристка
- 1975 — «Перша ластівка»
- 1980 — «Імеретинські ескізи»
- 1985 — «Біла троянда безсмертя»
- 1988 — «Злочин відбувся»

## Нагороди
- Народна артистка Грузинської РСР (1983)